# Посан (Пернамбуку)
Посан (порт. Poção) — місто і муніципалітет в бразильському штаті Пернамбуку.

## Клімат
Місто знаходиться у зоні, котра характеризується пом'якшеним висотою кліматом тропічних саван. Найтепліший місяць — грудень із середньою температурою 21.3 °C (70.3 °F). Найхолодніший місяць — липень, із середньою температурою 16.8 °С (62.2 °F).
| Клімат Посана           | Клімат Посана | Клімат Посана | Клімат Посана | Клімат Посана | Клімат Посана | Клімат Посана | Клімат Посана | Клімат Посана | Клімат Посана | Клімат Посана | Клімат Посана | Клімат Посана | Клімат Посана |
| Показник                | Січ.          | Лют.          | Бер.          | Квіт.         | Трав.         | Черв.         | Лип.          | Серп.         | Вер.          | Жовт.         | Лист.         | Груд.         | Рік           |
| Середній максимум, °C   | 26,2          | 25,8          | 24,8          | 24,1          | 21,9          | 20,6          | 20,5          | 21,7          | 23,8          | 26,1          | 26,4          | 26,4          | 24            |
| Середня температура, °C | 21,1          | 20,9          | 20,6          | 20            | 18,8          | 17,5          | 16,8          | 17,2          | 18,3          | 20,2          | 21,1          | 21,3          | 19,5          |
| Середній мінімум, °C    | 17,7          | 18,1          | 18,2          | 18,3          | 17,3          | 15,9          | 14,8          | 14,1          | 14,7          | 15,7          | 16,4          | 16,9          | 16,5          |
| Норма опадів, мм        | 60.2          | 77.2          | 152.4         | 129.8         | 67.6          | 85.4          | 81.1          | 31            | 20.8          | 9.5           | 16.2          | 22.5          | 762.8         |
| ----------------------- | ------------- | ------------- | ------------- | ------------- | ------------- | ------------- | ------------- | ------------- | ------------- | ------------- | ------------- | ------------- | ------------- |
| Джерело: Weatherbase    |               |               |               |               |               |               |               |               |               |               |               |               |               |